# Machimus bromleyanus
Machimus bromleyanus är en tvåvingeart som först beskrevs av Carrera och Andretta 1950.  Machimus bromleyanus ingår i släktet Machimus och familjen rovflugor. Inga underarter finns listade i Catalogue of Life.